# 0 (栗山千明の曲)
「0」（ゼロ）は、栗山千明の7枚目のシングル。2013年10月23日にDefSTAR RECORDSから発売された。

## 背景
2012年9月21日から放映されていた全薬工業「ジキニンIP」のCMソングとして「0」がタイアップされていて、2013年5月22日に配信限定でリリースされていた。また、同年9月21日から放映されていた同商品のCMソングとして「voice」がタイアップされていた。
前作から約半年ぶりのシングルとなった。

## 制作
la la larksが作詞曲を担当。また、「0」、「voice」それぞれをMoonbugがリミックスしたバージョンも収録されている。

## ミュージック・ビデオ
南方研究所がアニメーションを担当して、栗山初のフル・アニメーションのミュージック・ビデオとなっている。このことについて栗山は「アニメ好きの私としては南方研究所に自分のキャラクターを描いていただいて本当に嬉しく思ってます。しかも実際よりだいぶ可愛く（笑）。」と、コメントしている。
ショート・バージョンが2013年9月11日にYouTubeで公開され、フル・バージョンは本作のDVDに収録された。

## タイアップ
- 全薬工業「ジキニンIP」効き目の一撃篇 CMソング(#1[3])
- 全薬工業「ジキニンIP」光の2球篇 CMソング(#2[3])

## パッケージ
今作は生産期間が限られている「期間生産限定盤」で、2013年12月末までの限定生産。
DVDには表題曲「0」と、前シングル表題曲「とよす☆ルシフェリン」のフル・ミュージック・ビデオが収録された。

## アートワーク
ジャケットなどは、BLUEBAKKが担当している。

## 収録曲

### CD
| 全作詞・作曲: la la larks。 |                         |             |             |      |
| #                           | タイトル                | 作詞        | 作曲・編曲  | 時間 |
| 1.                          | 「0」                   | la la larks | la la larks | 4:25 |
| 2.                          | 「voice」               | la la larks | la la larks | 3:47 |
| 3.                          | 「0 Moonbug Remix」     | la la larks | la la larks | 5:25 |
| 4.                          | 「voice Moonbug Remix」 | la la larks | la la larks | 4:30 |
| 5.                          | 「0 instrumental」      | la la larks | la la larks | 4:25 |
| 6.                          | 「voice instrumental」  | la la larks | la la larks | 3:47 |
| 合計時間:                   | 合計時間:               | 26:22       |             |      |

### DVD
| #  | タイトル                | 作詞 | 作曲・編曲 | 監督           | 時間 |
| -- | ----------------------- | ---- | ---------- | -------------- | ---- |
| 1. | 「0」                   |      |            | 南方研究所     | 4:27 |
| 2. | 「とよす☆ルシフェリン」 |      |            | フカツマサカズ | 4:07 |